# Flaggen und Wappen des Souveränen Malteserordens
Der Souveräne Malteserorden führt zwei Flaggen. Dies ist im Artikel 6 der Verfassung des Ordens festgeschrieben. Die eine zeigt ein weißes Lateinisches Kreuz auf einem roten Feld und repräsentiert als Staatsflagge die politische Souveränität des Ordens. Die andere zeigt ein weißes achtzackiges Malteserkreuz auf einem roten Feld und repräsentiert als Flagge der Ordensarbeit die humanitären und medizinischen Dienste des Ordens. Beide Flaggen wurden bereits im Mittelalter verwendet.

## Flaggen

### Staatsflagge
Das Design der Staatsflagge, rot mit einem weißen Lateinischen Kreuz, geht zurück auf die Ordenstracht des Ritter- und Hospitalordens während der Kreuzzüge. In einer päpstlichen Bulle aus dem Jahr 1259 legte Alexander IV. fest, dass dieses Design auf den Umhängen der Ritter zu tragen sei. Danach wurde das Emblem als allgemeines Symbol für den Orden verwendet. In der Zeit nach dem Umzug der Hospitaliter nach Zypern im Jahre 1291 wurde es auf Schiffen der Ordensmarine gezeigt. Heute weht die Flagge an den beiden Hauptsitzen des Souveränen Malteserordens in Rom, dem Palazzo di Malta und der Villa del Priorato di Malta, sowie an anderen offiziellen Residenzen und Botschaften. Zusammen mit der Flagge Maltas weht die Ordensflagge am Fort St. Angelo in Vittoriosa, Malta. Die Flagge begleitet den Großmeister des Malteserordens und Mitglieder des Souveränen Rates des Malteserordens bei offiziellen Besuchen.

### Flagge der Ordensarbeit
Die Flagge der Ordensarbeit zeigt ein Malteserkreuz, das das endgültige Symbol der Johanniter unter Großmeister Foulques de Villaret wurde, der den Orden während der Eroberung von Rhodos anführte. Diese Flagge wird von Großprioraten, Subprioraten und nationalen Verbänden verwendet. Als Symbol für die humanitären Dienste weht die Flagge an Krankenhäusern und medizinischen Einrichtungen des Ordens. Sie wird manchmal als „Flagge des Großmeisters“ bezeichnet, wird aber nicht als Standarte verwendet.

### Standarte des Großmeisters
Die Standarte des Großmeisters hat einen roten Hintergrund mit einem weißen Malteserkreuz, umgeben von der Ordenskette und überragt von einer Krone. Sie weht an den magistralen Palästen, wenn der Großmeister vor Ort ist.

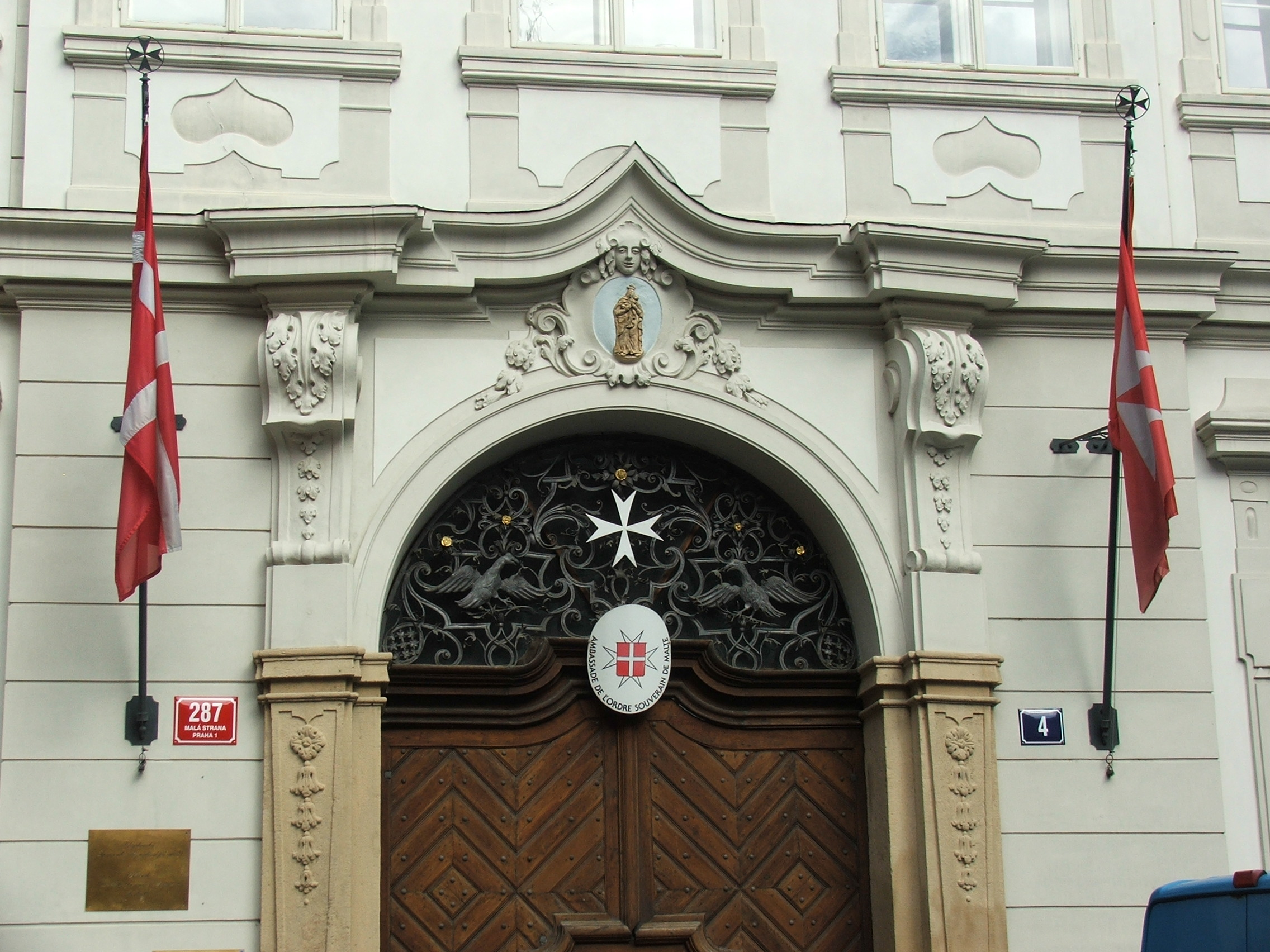
Die Botschaft des Souveränen Malteserordens in Prag verwendet beide Varianten der Flagge
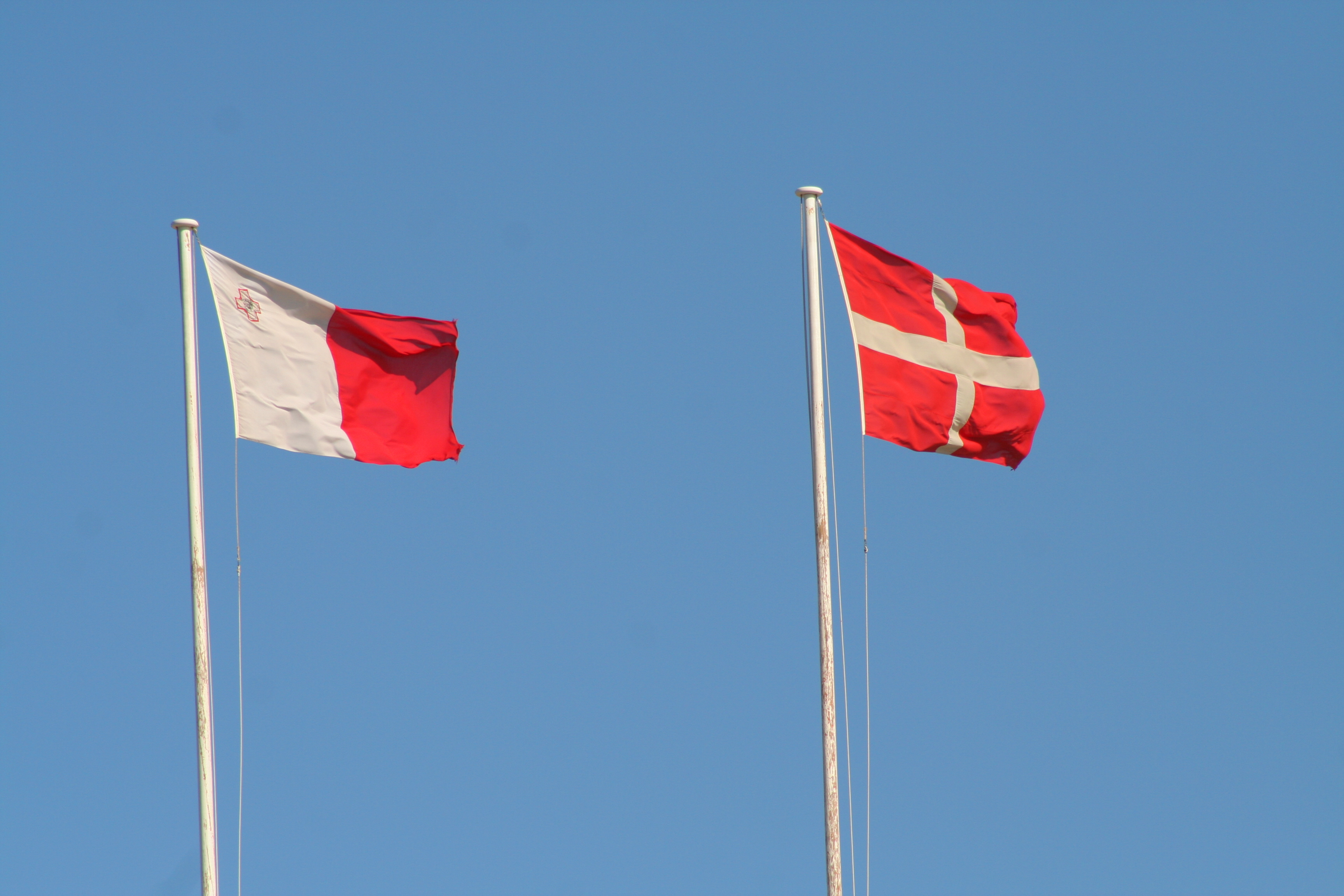
Die Flagge Maltas und die Staatsflagge am Fort St. Angelo in Vittoriosa, Malta

## Wappen
Das Wappen des Ordens zeigt ein weißes Lateinisches Kreuz auf einem roten ovalen Feld umrundet von einem Rosenkranz, überlagert von einem achtzackigen Kreuz, dargestellt unter einem fürstlichen Wappenmantel und überragt von einer Krone.

Wappen des Ordens